# Cair o Carmo e a Trindade
Cair o Carmo e a Trindade é uma expressão popular portuguesa que se refere a factos que provocam grande surpresa ou confusão ou, por ironia, a factos sem importância de que se receiam consequências graves.

## Origem
A expressão tem origem, segundo se crê, no sismo de Lisboa de 1755, em que desabaram os conventos do Carmo e da Trindade.